# Franz Jacob von Melle
Franz Jacob von Melle (* 20. März 1696 in Lübeck; † 8. April 1770 ebenda) war ein deutscher Mediziner und Stadtphysicus von Lübeck.

## Leben
Von Melle entstammte einer Familie, die am Ende des Mittelalters aus Westfalen nach Lübeck gekommen war und hier über mehrere Generationen bedeutende Pastoren hervorbracht hatte. Er war eins von neun Kindern des Hauptpastors, Seniors des Geistlichen Ministeriums und Universalgelehrten Jacob von Melle und seiner Frau Dorothea (1664–1731), einer Tochter von Samuel Pomarius (1628–1683). Der Pastor Samuel Gerhard von Melle war sein Bruder.
Nach dem Besuch des Katharineums studierte er Humanmedizin, unter anderem seit 1715 an der Universität Altdorf, wo er 1716 als Stammbuch-Einträger belegt ist und 1717 eine Disputation unter dem Vorsitz von Johann Jakob Baier hielt, und wurde im Oktober 1718 an der Universität Straßburg zum Dr. med. promoviert. Er unternahm dann eine Grand Tour, die ihn nach Holland, England, Frankreich, Italien führte. In Rom wurde er von Papst Clemens XI. in eigener Audienz empfangen und mit einer das Brustbild des Papstes tragenden Medaille ausgezeichnet. Er kehrte nach Lübeck zurück und eröffnete eine sehr angesehene Praxis. 1743 berief ihn der Rat der Stadt zum Stadtphysicus. In dieser Stellung, mit der die Aufsicht über das gesamte Gesundheitswesen in der Stadt und ihrem Landgebiet sowie gerichtsmedizinische Aufgaben verbunden waren, blieb er bis zu seinem Tod.
1762 ernannte der Rat Hans Bernhard Ludwig Lembke zu seinem Assistenten und 1766 zum zweiten Physicus mit dem Recht und der Pflicht zur Nachfolge von Melles.
Am Ende seines Lebens musste Franz Jacob von Melle von Almosen leben und schrieb in sein Gedächtnisbuch die bitteren Worte wenn er 10 Söhne hätte, würde er lieber wünschen, dass sie alle Schuhmacher würden, als dass sich einer von ihnen zum Arzt in Lübeck hergäbe.

## Nachlass
Als einzig überlebender Sohn Jacob von Melles erbte er die reichen Sammlungen seines Vaters, darunter eine umfangreiche und seinerzeit berühmte Kollektion ethnographischer Objekte unter anderem aus Island, Schweden, Finnland, dem Osmanischen Reich und Japan. Nach seinem Tod 1770 erwarb Johann Caspar Lindenberg den Großteil der Sammlung für sein Kunst- und Naturalienkabinett; sein Sohn Adolph Friedrich Lindenberg (1740–1824), Generalkonsul der Hansestädte in Lissabon, fügte der Sammlung eine bedeutende Zahl weiterer Objekte hinzu und verfügte testamentarisch, dass sie nach seinem Tod in den Besitz der Gesellschaft zur Beförderung gemeinnütziger Tätigkeit übergehen sollte. 1831 erfüllte sein Sohn und Erbe diese Bestimmung. Diese Sammlungsstücke bilden den Grundstock der Völkerkundesammlung der Hansestadt Lübeck. Andere Stücke, die mehr Wunderkammer-Charakter hatten, werden heute im St.-Annen-Museum ausgestellt.
Die Wellcome Library verwahrt einen Brief Franz Jacob von Melles von 1734 an einen Dr. Fecht über die Krankheit seiner Frau.

## Werke
- Adagiorum medicinalium sylloge quam sub praesidio Io. Iac. Baieri... ad disputandum proponet Franciscus Iacobus a Melle. Lubecensis... 1717. Altorfii Noric.: Literis Iod. Guil. Kohlesii 1717.
- Diss. inaug. de fortuitis in medicina proficuis. Straßburg 1718.

Digitalisat, Bayerische Staatsbibliothek